# Baulos
Baulos (en llatí: Bauli, en grec antic: Βαῦλοι) va ser una ciutat de la Campània entre Baiae i el cap Misenum. Era un petit llogarret sense importància fins que va ser escollit pels romans rics com a lloc de residència.
Alguns autors antics feien derivar el seu nom, sense cap fonament, de Βοαύλια ('Boaúlia'), i deien que era el lloc on Hèracles hi guardava els seus bous.
Entre els personatges famosos que hi van tenir una vil·la hi havia: l'orador Quint Hortensi Hòrtal, que hi tenia unes grans basses de peixos que causaven gran admiració. D'ell va passar a Antònia, la dona de Drus el Vell. Ciceró va situar en aquesta vil·la el diàleg entre Quint Lutaci Càtul i Luci Licini Lucul·le al segon llibre de les Acadèmiques. Neró també hi tenia una vil·la, on va fer desembarcar a la seva mare Agripina i la va rebre just abans d'assassinar-la.
També hi havia a la ciutat un nombre de galeries i coves artificials, conegudes com Le Cento Camerelle, que no se sap perquè servien, però miraven al mar i estaven al servei de les viles. A un turó proper hi havia un gran dipòsit soterrani d'aigua probablement per abastir a la flota a Misenum, que avui es diu La Piscina Mirabile.
En temps de Teodosi encara era un lloc on hi havia diverses vil·les de romans rics però després ja no s'esmenta més i probablement va quedar unida a Baiae i va seguir la seva sort. Un poble modern, Bacolo, podria haver conservat el nom, tot i que es troba a una zona de turons, una mica lluny del mar com estava Baulos.